# Nanovlákno

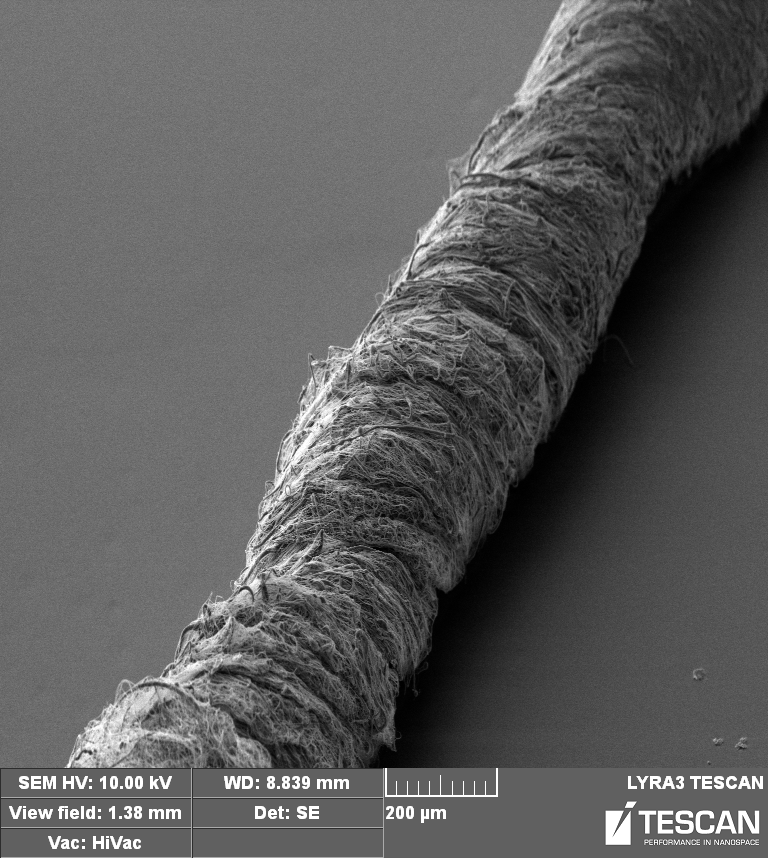
SEM snímek nanovlákenné PVA příze

Nanovlákno je délkový útvar o charakteristických rozměrech a vlastnostech, kde jeden rozměr (délka) významně přesahuje průměr vlákna. Charakteristické průměry nanovláken se pohybují mezi 100–800 nanometry (nm).
Nanovlákenné materiály jsou textilní výrobky s průměrem vláken menším než 1 mikrometr (µm) = 1000 nanometrů (nm).
Jako surovina se dá (dosud) použít asi 50 syntetických a přírodních polymerů.

## Historie nanovláken
Za první uměle připravené nanovlákno se často považují uhlíková vlákna, která vyrobil Edison v roce 1880. Počátkem 70. let se v Československu (v Litomyšli) vyráběla skelná mikrovata, jejíž vlákna měla průměr i jen 750 nm. Název nanovlákno prosadil v roce 1974 Japonec Norio Tagiguci. Proces elektrostatického zvlákňování byl poprvé patentován v roce 1900, od roku 1980 se začalo s hromadnou výrobou nanovláken v USA. 
V roce 1993 přišel na trh první gram nanotrubic, ve 2. dekádě 21. století dosahovala roční produkce řádově 300 tun. V té době byla ve světě vyvinuta řada dalších způsobů výroby nanovláken (štěpení bikomponentních vláken, odstředivé zvlákňování aj) žádný z nich se však dosud (2024) nedosáhl úroveň průmyslové výroby.
Výnos z celkové produkce polymerních nanovláken se udával v roce 2020 s 924 miliony USD.

## Technologie výroby nanovláken
Velmi jemné textilní vlákno je možné vyrobit mnoha způsoby. Z těch se ve 3. dekádě 21. století používá k průmyslové výrobě
- technologie elektrostatického zvlákňování popsaná ve článku Elektrostatické zvlákňování a
- technologie výroby nanotrubic popsaná ve článku Uhlíková nanotrubice[5]

V odborné literatuře se uvádějí další metody, které se dosud nacházejí ve stádiu vědeckého výzkumu a laboratorních pokusů:

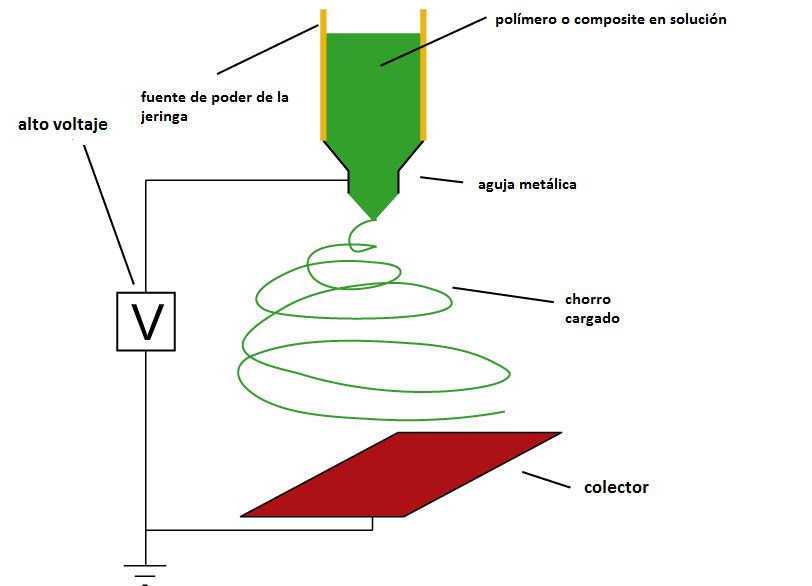
Schéma elektrostatického zvlákňování "z trysky"

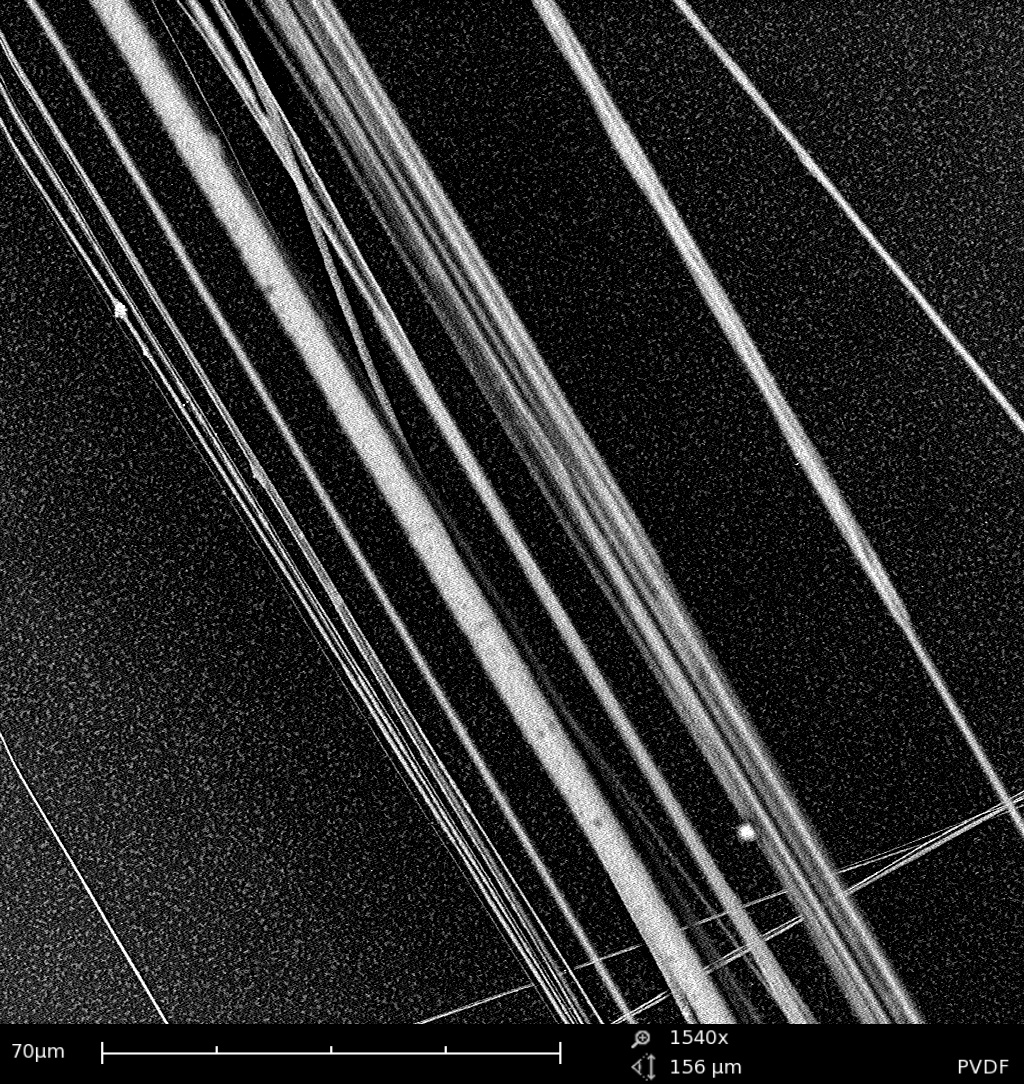
Snímek z elektronového mikroskopu orientovaných nanovláken polyvinylidenfluoridu (PVDF)

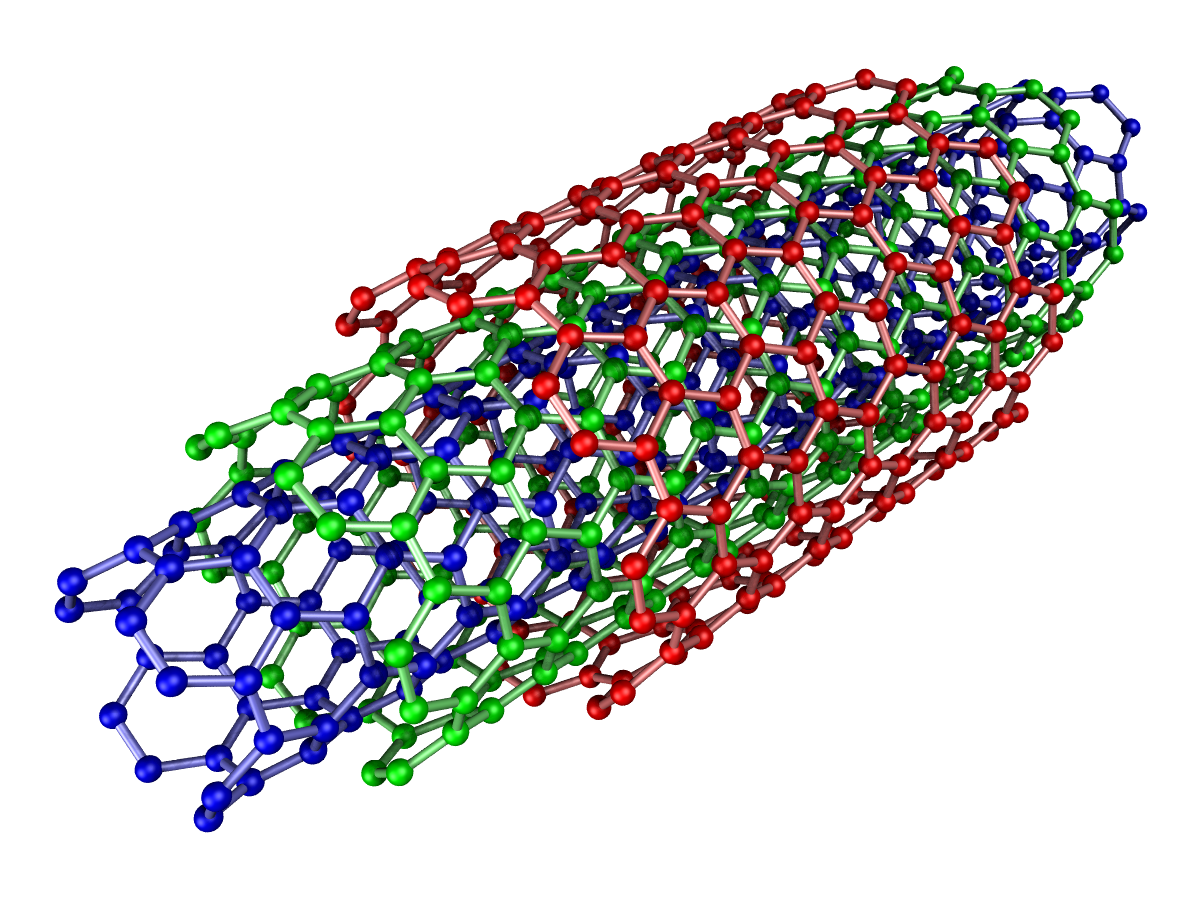
Schéma trojstěnné uhlíkové nanotrubice

| Způsob výroby                  | Princip                                                    | Rozsah jemnosti (nm) |
| ------------------------------ | ---------------------------------------------------------- | -------------------- |
| Štěpení bikomponentních vláken | Odstranění jednoho z polymerů v systému Islands in the Sea | nad 800              |
| Foukání taveniny               | Dloužení polymerní taveniny v proudu horkého vzduchu       | nad 800              |
| Fyzikální dloužení             | Fyzikální dloužení roztoku                                 | nad 50               |
| Zvlákňování vzněcováním        | Zahřívání za současného tlaku na polymerní tekutinu        | nad 200              |
| Fázové dělení                  | Tvarování vlákna umělým fázováním roztoku                  | 50 – 500             |
| Samosběr                       | Samovolné uspořádání molekul v roztoku                     | nad 100              |
| Rozptýlení rozpouštědlem       | Přeměna srážením z rozpustnosti na nerozpustnost           | nad 100              |
| Odstředivé zvlákňování         | Dloužení vlákenné tekutiny odstředivou silou               | nad 100              |
| Hydrotermální proces           | Formování vlákna v hydrotermálním roztoku                  | 50 – 120             |

K metodám uvedených v tabulce:

### Štěpení bikomponentních vláken
Technologie se zakládá na principu výroby bikomponentních vláken z taveniny. Zvlákňovací tryska je konstruována tak, že jeden polymer (např. polypropylen, polyester nebo polyamid) se protlačuje několika sty otvory ("ostrovy"), kolem kterých protéká tryskou polystyren (jako druhá komponenta) a tvoří „moře“. Vzniklý multifilament se dlouží a jako příze zpracovává na tkaninu nebo pleteninu. Na textilii se potom působí vhodnou chemikálií, která rozpustí materiál z „moře“, takže v přízi zůstanou jen (zpravidla velmi jemná) vlákna z „ostrovů“.

### Foukání z taveniny
Princip: horké tavné zvlákňování s použitím na netkané textilie

### Fyzikální dloužení
je suché zvlákňování na molekulární úrovni prakticky použitelné jen pro viskózové materiály 

### Fázové dělení
Princip: Rozpustná fáze se odděluje od nerozpustné, materiál se extruduje a zvlákňujě. Použití např. pro  kyselina polymléčná (PLLA)

### Samosběr
Např.: N-heptyl-D-galactonamid (DMSO) se vstřikuje do vody, v roztoku vniká nadmolekulárním samosběrem do želatinového filamentu, na kterém tvoří stužky o šířce cca 150 nm. Možné použití: tkáňové nosiče.

### Rozptýlení rozpouštědlem
je kombinace elektrostatického zvlákňování a foukání z taveniny. Průchod materiálu tryskou je podporován silným proudem plynu, metoda je mnohem výkonnější než elektrostatické zvlákňování.

### Odstředivé zvlákňování
Princip: Zvlákňovací ústrojí i kolektor rotují s obrátkami až 30 000 /min. V literatuře se rozeznává tryskové a beztryskové zvlákňování, od základní konstrukce je odvozeno několik variant, např. kombinace elektrostatického a odstředivého zvlákňování, zvlákňování s tlakovou rotací  (pressurized gyration) aj.  Metoda je mnohem výkonnější než elektrostatické zvlákňování, ale jakost vlákna je nižší.

### Hydrotermální zvlákňování
Touto metodou se vyrábějí nanovlákna jako kompozity např. povrstvováním sulfidu bismutitého oxidem křemičitým nebo sufidu nikelnatého (Ni3S4@C) uhlíkem (CNFs)

## Vlastnosti
Nanovlákno má tisícinásobně větší povrchovou plochu než např. mikrovlákno. Nanovlákenné materiály se vyznačují vysokou porozitou. Mechanické vlastnosti nanovlákenných materiálů vytvořených ze syntetických nebo přírodních polymerů nedosahují vysokých hodnot. Pro zlepšení mechanických vlastností se nanovlákna nanášejí na podkladový materiál, který je obecně z polypropylenu a je vytvořen technologií spunbond.

## Vliv na zdraví
Nanotechnologie je obecně považována za možné zdravotní riziko. Uhlíková nanotrubice mohou způsobovat podobné patologické změny jako např. vlákna azbestu. Krátká nanovlákna jsou spojena s menším zdravotním rizikem.

## Použití
Současné a v budoucnu možné použití se dá rozdělit na tři oddíly: 
- vlákna na pavučinku a rouno, netkané textilie
  - Výroba z roztoků a tavenin rozfoukáváním nebo odstředivě. Použití zejména na membrány
- monofilamenty na tkaniny a pleteniny
  - připravené tažením a dloužením. Použití: senzory, vodiče energie,  medicínska a vojenská technika
- grafenové nanotrubičky
  - Výroba – viz Uhlíkové nanotrubičky. Použití: zejména elektronické a optoelektronické součástky, informatika, :sportovní nářadí a oděvy[3]